# Guiziga (langue)
Pour les articles homonymes, voir Guiziga.
Le guiziga ou giziga est une langue tchadique biu-mandara ou un continuum linguistique de langues proches.

## Classification
Certains ouvrages comme Barreteau et al. (1984) considèrent les variétés du Nord, parlées à Maroua, Dogba et Tchéré, et les variétés du Sud, parlées à Muturua, Midjivin, et Lulu, comme deux langues distinctes. Cette distinction est faite sur Ethnologue ou encore avec les codes de langue ISO 639-3. D’autres ouvrages comme Lukas (1970), Barreteau et Dieu (2000) ou Shay (2021)  considèrent plutôt ses variétés comme dialectes d’une même langue.

## Écriture
| a  | i | u | e  | b  | ɓ  | c | d  | ɗ  | f  | g   | gb  |
| gw | h | j | kp | kw | l  | m | mb | nd | ng | ngb | ngw |
| nj | ŋ | p | r  | s  | sl | v | vb | w  | y  | zl  |     |